# (100194) 1994 CK11
(100194) 1994 CK11 es un asteroide perteneciente al cinturón de asteroides, descubierto el 7 de febrero de 1994 por Eric Walter Elst desde el Observatorio de La Silla, Chile.